# Nothing But Love
A Nothing But Love című dal Peter Tosh és Gwen Guthrie 1981-ben megjelent közös dala, mely csak Peter Tosh Wanted Dread & Alive című albumára került fel. A reggae-pop stílusú dal a Hot - R&B kislemezlistán a 43. helyig jutott.
A dal Spanyolországban Nada Más Que Amor címmel jelent meg.

## Megjelenések
7"  Rolling Stones Records – 1 C 006-64 425
- A Peter Tosh With Gwen Guthrie Nothing But Love 3:21
- B Peter Tosh Cold Blood 4:37

## Slágerlista
| 1981 | Nothing But Love | - | 43 | - |

## Külső hivatkozások
- A dal szövege[7]
- Videóklip[8]